# Chaoyang (Pekin)
Chaoyang (chiń. upr. 朝阳区, chiń. trad. 朝陽區, pinyin: Cháoyáng Qū) – dzielnica Pekinu.
Chaoyang jest siedzibą dla większości wielu zagranicznych ambasad, ulicy Sanlitun, jak również powstającego pekińskiego centrum finansowego. Park Olimpijski zbudowany na Letnie Igrzyska Olimpijskie 2008 również mieści się w Chaoyang. Chaoyang rozciąga się na zachód do Chaoyangmen na wschodniej Drugiej Obwodnicy, i tak daleko na wschód, jak miejsce poboru opłat Ximazhuang na Jingtong Expressway. W aglomeracji Pekinu zajmuje 475 kilometrów kwadratowych, z populacją 3 642 000 (2005).

## Atrakcje turystyczne
- Świątynia Dongyue

## Współpraca
Miejscowość partnerska:
- Woluwe-Saint-Pierre, Belgia